# Bourg-d’Oueil
Bourg-d’Oueil település Franciaországban, Haute-Garonne megyében. Lakosainak száma 13 fő (2022. január 1.). Bourg-d’Oueil Ferrère, Bareilles, Bordères-Louron, Cazaux-Fréchet-Anéran-Camors, Cirès, Jurvielle és Poubeau községekkel határos.

## Népesség
A település népességének változása:
| Lakosok száma | 21   | 21   | 19   | 11   | 9    | 7    | 6    | 5    | 7    | 13   |
|               | 1968 | 1982 | 1990 | 2006 | 2013 | 2015 | 2017 | 2019 | 2020 | 2022 |